# Савва (Трлаич)
Епи́скоп Са́вва (серб. Епископ Сава, в миру Све́тозар Трла́ич, серб. Светозар Трлајић; 6 июля 1884, Мол — не ранее августа 1941) — епископ Сербской православной церкви, епископ Горнокарловацкий, администратор Пакрацкой епархии.
Канонизирован Сербской православной церковью как священномученик 22 мая 2000 года. Память — по 4 июля юлианскому календарю и в Соборе Сербских новомучеников.

## Биография
Родился 6 июля 1884 года в Моле в семье Стефана Трлаича и Елисаветы, урождённой Каракашевич. Окончил гимназию в Нови-Саде и Карловацкую духовную семинарию, а также юридический факультет Белградского университета.
19 января 1909 года был рукоположён во диакона, а 27 января — во иерея епископом Темишварским Георгием (Летичем). Служил приходским священником в Печике и Башаиде.
В начале 1927 года назначен референтом, а вскоре — главным секретарём Архиерейского синода Сербской православной церкви.
Овдовел. 27 октября 1929 года в Крушедольском монастыре был пострижен в монашество. Вскоре произведён в сан архимандрита и назначен настоятелем монастыря Крушедол, а после избран викарным епископом Сремским.
30 сентября 1934 года в Сремских Карловцах хиротонисан во епископа Сремского. Хиротонию совершили патриарх Сербский Варнава, епископ Тимокский Емилиан (Пиперкович), епископ Нишский Иоанн (Илич), епископ Захумско-Герцеговинский Тихон (Радованович) и епископ Злетовско-Струмичский Симеон (Попович). Одновременно исполнял обязанности председателя епархиального управления Белградско-Карловацкой архиепископии.
В ноябре 1936 года освобождён от должности председателя епархиального совета Белградско-Карловацкой архиепископии и назначен председателем церковного суда Белградско-Карловацкой архиепископии. В данной должности пробыл до начала 1937 года.
Сыграл большую роль в расторжении конкордата с Ватиканом в 1937 году.
22 июня 1938 года был избран епископом Горнокарловацким. 4 сентября 1938 года состоялось его настолование в Плашском, где в то время располагалась епархиальная кафедра.
В феврале 1941 году скончался епископ Пакрацкий Мирон (Николич), после чего епископ Савва стал администратором (временным управляющим) Пакрацкой епархии.
Нападение Германии на Югославию застало епископа Савву в его резиденции в Плашском. Первоначально город был занят итальянцами, но в конце мая 1941 года они передали его в управление хорватским усташам. После передачи власти усташам епископ Савва вместе с девятью священниками был объявлен заложником. 23 мая 1941 года усташи заняли епископский дом и выселили владыку.
8 июня на епископский двор пришёл каратель Йосип Томленович и приказал передать епархиальные деньги и ценные бумаги усташам. Епископу Савве было приказано удалиться из канцелярии, покинуть город и отправляться в Сербию, но он отказался выполнить это приказание, заявив, что не может оставить свою епархию и народ.
17 июня 1941 года владыка был арестован вместе со священниками Боголюбом Гаковичем, Джордже Стояновичем и Станиславом Насадилом и другими известными сербами, не пожелавшими покидать место своего служения. Усташи заперли их в хлев и приставили вооружённую охрану. Все пленники, а епископ Савва особенно, ежедневно подвергались страшным истязаниям и унижениям.
19 июля 1941 года мучители связали пленников в шеренгу по двое, отвели на вокзал, чтобы утренним поездом отправить их в концлагерь Госпич. На Плашском вокзале пленников продержали с 10 часов вечера до 5 утра. В самом тяжёлом положении оказался епископ Савва, которому, несмотря на то, что он был скован кандалами, даже не давали возможности сесть.
20 июля 1941 года епископ Савва и арестованные с ним прибыли в Госпич. С Госпичского вокзала они сразу же были доставлены в тюрьму, где их снова истязали и унижали. Сохранились данные, что епископа Савву 8 августа 1941 года видели в тюремном дворе связанным и стоящим под дождём.
В середине августа 1941 года из госпичской тюрьмы были выведены около двух тысяч сербов, связанных проволокой по двое, их повели по дороге в направлении горы Велебит. В этой группе был и епископ Савва. Есть основания думать, что епископ Савва был убит на Велебите, так как в августе 1941 года там были казнены около 800 сербов. Точное время и место его мученической кончины и место его захоронения неизвестны.